# اچ‌ام‌اس ریون (۱۸۰۴)
اچ‌ام‌اس ریون (۱۸۰۴) (به انگلیسی: HMS Raven (1804)) یک کشتی بود که طول آن ۱۰۰ فوت ۲ اینچ (۳۰٫۵ متر) بود. این کشتی در سال ۱۸۰۴ ساخته شد.